# Usseira
Usseira is een plaats (freguesia) in de Portugese gemeente Óbidos en telt 918 inwoners (2001).